# Jan Ekström (Fußballspieler)

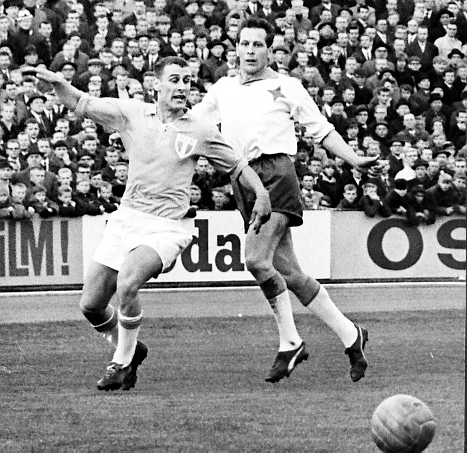
Ekström (l.) 1964 im Jersey von Malmö FF im Zweikampf mit Åke Johansson von IFK Norrköping

Jan Ekström (* 11. Oktober 1937) ist ein ehemaliger schwedischer Fußballspieler. Der Offensivspieler lief zwischen 1956 und 1957 fünfmal für die schwedische Nationalmannschaft auf.

## Werdegang
Ekström debütierte 1955 als Nachwuchsspieler in der ersten Mannschaft von Malmö FF in der Allsvenskan. Nachdem er durch gute Leistungen in der Spielzeit 1955/56 zur Vize-Meisterschaft beigetragen hatte, nominierte das Auswahlkomitee der Nationalmannschaft – dessen Leitung seinerzeit dem MFF-Vorsitzenden Eric Persson oblag – ihn im Mai 1956 für ein Länderspiel gegen die englische Nationalmannschaft als Ersatzmann für den verletzten Nils-Åke Sandell. Beim 0:0-Unentschieden im Råsunda debütierte er als 18-Jähriger an der Seite von Kalle Svensson, Sven Axbom, Gösta Sandberg, Bengt Lindskog und Gösta Löfgren im Nationaljersey.
Während Ekström sich mit dem Klub im oberen Tabellenbereich festsetzte, hielt er sich zunächst parallel im Kader der Nationalelf. In seinem zweiten Länderspiel erzielte er anlässlich des 3:1-Erfolges über die finnische Landesauswahl sein erstes Länderspieltor. Nachdem er im November 1957 zu seinem fünften Länderspieleinsatz gekommen war, gehörte er zum vorläufigen Kader des Auswahlkomitees für die Weltmeisterschaft 1958. Letztlich wurden er und Torbjörn Jonsson aus dem Kader gestrichen und durch einen dritten Torhüter und einen erfahrenen Profispieler ersetzt.
Nach Ende der Spielzeit 1960 verließ Ekström Malmö FF und wechselte zusammen mit seinem Mannschaftskameraden Lennart ”Lill-Kick” Svensson zum Drittligisten IFK Hässleholm, mit dem er den Aufstieg in die Zweitklassigkeit verpasste. Daraufhin schloss er sich dem Zweitligisten Sandvikens IF an, mit dem er um den Aufstieg zur Allsvenskan spielte. Bis zum Saisonende der Spielzeit 1962 lieferte sich der Klub mit IFK Eskilstuna ein Duell um den Staffelsieg, erst am letzten Spieltag überflügelte der Konkurrent den Verein aus Gästrikland, der damit trotz 37 von 44 möglichen Punkten als Tabellenzweiter den Aufstieg verpasste.
1964 kehrte Ekström zu Malmö FF zurück. Dort hatten Lars Granström und Bo Larsson jedoch mittlerweile die Stammplätze im Sturm belegt, so dass er auf andere Spielpositionen auswich. 1966 beendete er nach insgesamt 222 Spielen für die Männermannschaft seine aktive Karriere beim Klub aus Schonen. Später arbeitete er als Trainer im unteren Ligabereich bei Harlösa IF, BK Fram, BK Flagg, Kulladals FF und Barrikaden, sowie als Jugendtrainer bei Malmö FF. Zudem war er verantwortlich für „MFF:s Guldlag“, die Ehemaligen-Mannschaft des Klubs.
Ekström arbeitete hauptberuflich als Elektriker.